# Strahlungen
Strahlungen – miejscowość i gmina w Niemczech, w kraju związkowym Bawaria, w rejencji Dolna Frankonia, w regionie Main-Rhön, w powiecie Rhön-Grabfeld, wchodzi w skład wspólnoty administracyjnej Bad Neustadt an der Saale. Leży w Grabfeldzie, około 4 km na południowy wschód od Bad Neustadt an der Saale, przy autostradzie A71.

## Dzielnice
W skład gminy wchodzą dwie dzielnice Strahlungen i Rheinfeldshof.

## Demografia
| Rok  | Liczba mieszk. |
| ---- | -------------- |
| 1970 | 743            |
| 1987 | 818            |
| 2000 | 961            |
| 2005 | 942            |

## Oświata
(na 1999)

W gminie znajduje się 50 miejsc przedszkolnych (z 43 dziećmi).